# 幡豆町
幡豆町（日语：／ Hazu chō */?）是日本愛知縣南部幡豆郡管轄的町。已在2011年4月1日併入西尾市。